# Johan Adam Cronstedt
Cet article concerne le militaire de 1749-1836. Pour le chimiste de 1722-1765, voir Axel Fredrik Cronstedt.
Johan Adam Cronstedt, né le 12 novembre 1749, mort le 21 février 1836, est un aristocrate suédois, militaire, lieutenant-général, fils de Carl Johan Cronstedt et frère de Carl Olof Cronstedt.

## Biographie
Cronstedt se consacre très tôt au métier des armes. Il entre également à la cour du roi, et devient major en 1784. C'est avec ce grade qu'il participe à la guerre russo-suédoise de 1788-1790 au cours de laquelle il se distingue lors d'un combat sur le fleuve Kymi. En 1793, il est promu colonel, en 1802 adjudant-général et il prend en 1806 le commandement de la brigade de Savonie, qui se trouve alors en piteux état. Lorsque la guerre de Finlande éclate en 1808, c'est avec ses propres deniers qu'il entreprend la rénovation de ses troupes. Il participe ensuite à la retraite vers Oulu, où il arrive en mars après quelques combats mineurs. Il est sévèrement réprimandé pour ne pas avoir, pendant cette retraite, correctement protégé les flancs de l'armée principale, ce qui aurait pu avoir des conséquences fâcheuses.
À la bataille de Revolax (en) en 1808, Cronstedt échoue en raison de son arrivée tardive à encercler complètement les forces russes, mais son offensive puissante et déterminée assure néanmoins une victoire importante pour la Suède. Il participe également avec succès à la bataille de Lapua (en) puis à la bataille d'Alavus, au cours de laquelle il est toutefois grièvement blessé. Après sa convalescence, il prend le commandement des forces suédoises à Umeå.
Le 22 mars 1809, il est surpris par les troupes russes qui, malgré les conditions hivernales difficiles, ont traversé le golfe de Botnie. Après quelques échauffourées mineures, Cronstedt demande un cessez-le-feu au commandant russe Michel Barclay de Tolly, qui exige le retrait des troupes suédoises d'Umeå. Dépités, les soldats suédois et finlandais pillent les magasins de la ville et s'enivrent en compagnie des soldats russes, au grand dam des officiers des deux camps. Trois jours plus tard, Barclay de Tolly reçoit l'ordre de retourner en Finlande, ce qu'il fait, non sans s'être largement ravitaillé à Umeå
Peu après, Cronstedt se rend à Stockholm, où il est promu lieutenant-général, mais il n'aura plus l'occasion de se battre. De 1810 à 1817, il est gouverneur par intérim du comté d'Östergötland.
Cronstedt est cité dans deux poèmes de l'épopée nationale de Johan Ludvig Runeberg Les récits de l'enseigne Stål.

## Référence
- (sv) Cet article est partiellement ou en totalité issu de l’article de Wikipédia en suédois intitulé « Johan Adam Cronstedt » (voir la liste des auteurs).